# Килија (Сату Маре)
Килија (рум. Chilia) насеље је у Румунији у округу Сату Маре у општини Хомороаде. Oпштина се налази на надморској висини од 180 m.

## Становништво
Према подацима из 2002. године у насељу је живело 280 становника, од којих су сви румунске националности.